# Tramwaj dwusystemowy

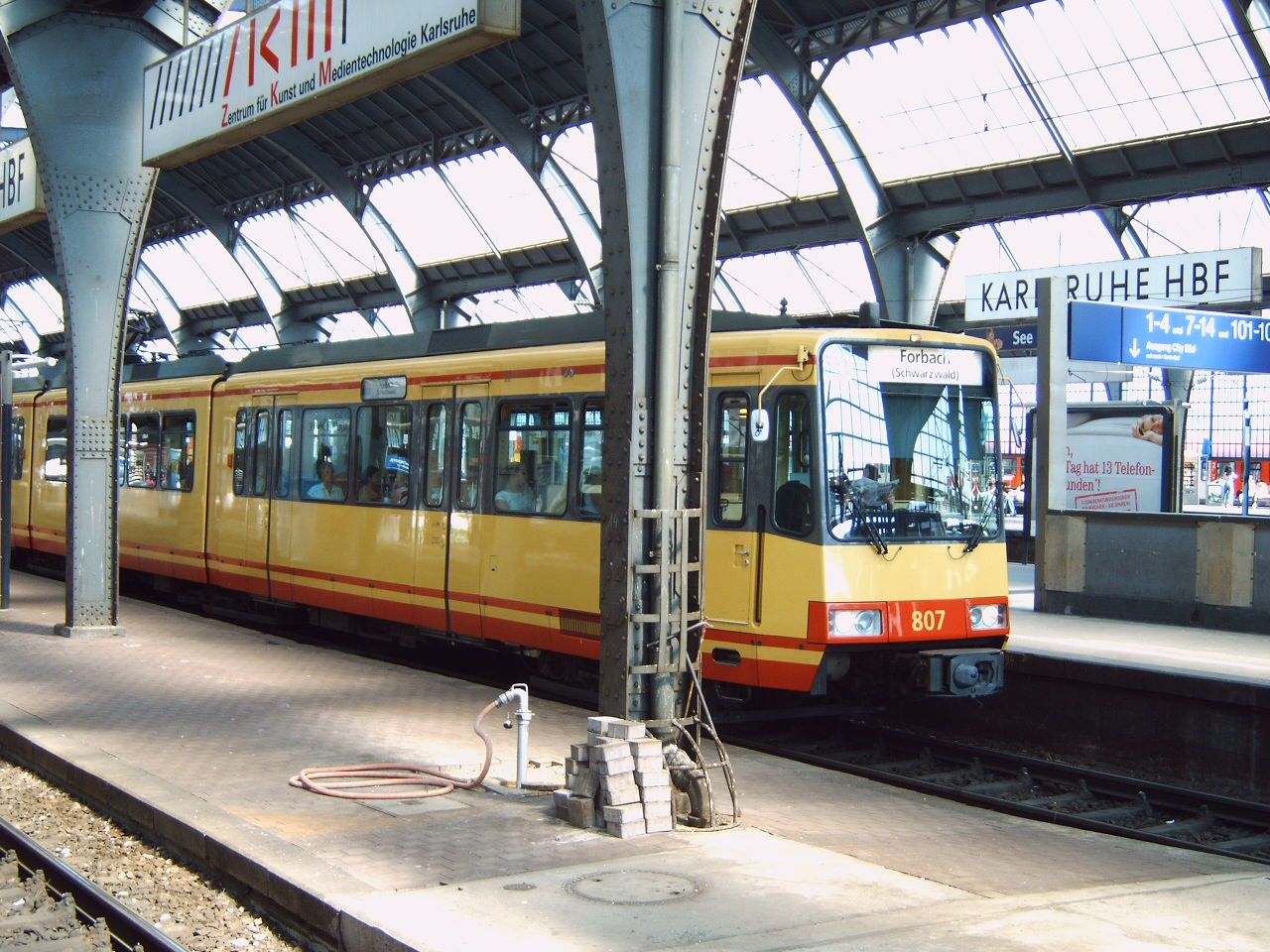
Tramwaj dwusystemowy na Dworcu Głównym w Karlsruhe (Niemcy)

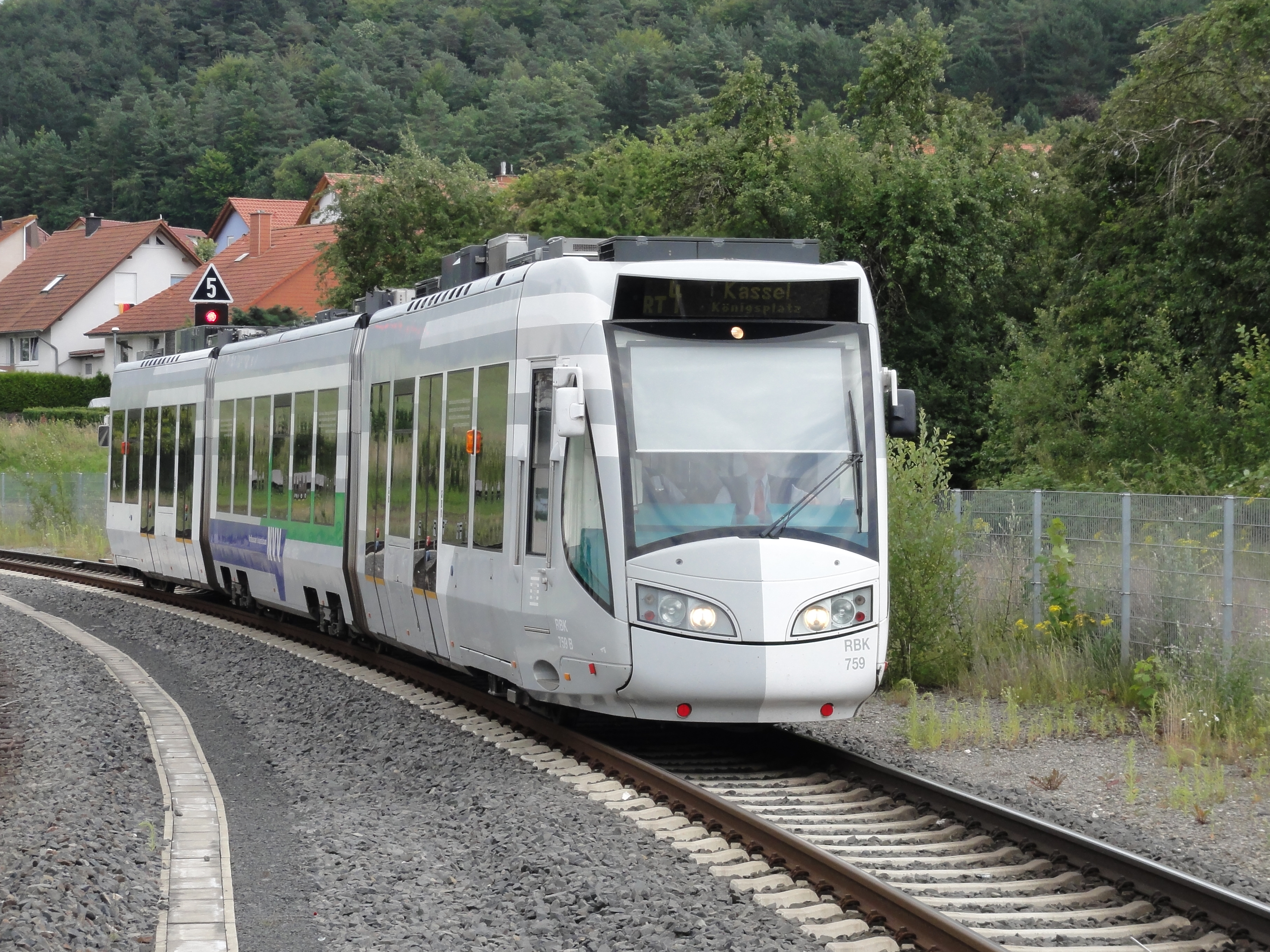
Tramwaj dwusystemowy z napędem spalinowym w Wolfhagen (aglomeracja Kassel, Niemcy)

Tramwaj dwusystemowy (ang. Tram-train) – pojazd szynowy zaprojektowany do połączonego użytkowania zarówno na infrastrukturze kolei lekkiej, jak i na infrastrukturze kolei ciężkiej. Łączy w sobie właściwości pojazdu kolejowego i tramwaju, może poruszać się zarówno po torach tramwajowych (na obszarze miasta), jak i po torach kolejowych (na odcinkach podmiejskich) (tzw. model Karlsruhe).
Jako krótszą polską nazwę tramwaju dwusystemowego proponuje się m.in. neologizm tramper.

## Aspekty techniczne
System kolejowo-tramwajowy jest możliwy do wprowadzenia, gdy sieć linii tramwajowych posiada tę samą szerokość toru, co kolej (najczęściej 1435 mm). Jeśli rozstawy są inne, wprowadza się trzecią szynę, tzw. model Zwickau, od nazwy wschodnioniemieckiego miasta gdzie to rozwiązanie po raz pierwszy z sukcesem zastosowano.
Tworzenie hybrydowych form transportu wymaga też rozwiązania pewnych problemów technicznych, m.in. kwestii zasilania i kontaktu koło-szyna. Poszczególne problemy rozwiązywane są w następujący sposób:
- profil obręczy kół umożliwiający pokonywanie rozjazdów obu systemów – najczęściej opracowuje się profil pośredni
- system napędu (różne napięcie elektryczne sieci trakcyjnej) – zastosowanie przetwornic i przełącznika obwodów (zmiana napięcia sieci  następuje w bezprądowym odcinku sieci trakcyjnej) lub używanie na linii kolejowej napędu alernatywnego (silnik spalinowy, zasilanie z  akumulatorów)
- odmienne systemy sygnalizacji i oznaczeń – konieczność wyposażenia pojazdu w dwa zestawy urządzeń
- wytrzymałość przy zderzeniu musi być taka, jak dla pojazdów kolejowych
- odmienna wysokość peronu i jego odległość od toru:
  - pojazd wyposaża się w rozkładane stopnie lub podesty
  - tabor tramwajowy ma osobne dedykowane perony (rozwiązanie rzadkie)
  - w obrębie peronu stosuje się splot torów – tor dla tramwajów jest bliżej peronu

## Zalety i wady systemu kolejowo-tramwajowego
Systemy kolejowo-tramwajowe umożliwiają lepsze wykorzystanie lokalnych linii kolejowych, gdyż podróżni mogą dojeżdżać z miejsca zamieszkania bezpośrednio do centrum miasta bez konieczności przesiadki na głównym dworcu na środki komunikacji miejskiej. Wykorzystanie torowisk tramwajowych jest również znacznie tańsze, niż przedłużanie linii kolejowych w tunelu do centrów miast.
Do wad systemów kolejowo-tramwajowych należy zaliczyć mniejszą zdolność przewozową od kolei, ze względu na tramwajową skrajnię taboru, wynoszącą tylko 2200–2650 mm. Poważnym problemem jest przenoszenie opóźnień z ruchu w mieście na sieci kolejowe.

## Historia
Pierwsze hybrydowe formy transportu łączące w sobie cechy tramwaju i pełnej kolei powstały w końcu XIX w. Były to najczęściej wąskotorowe kolejki obsługiwane taborem podobnym do tramwajów, tj. parowozy tramwajowe lub samobieżne wagony elektryczne, nierzadko z połączeniem torowym z miejskim tramwajem. Późniejszy rozwój komunikacji dążył jednak do rozwiązań czystych typologicznie. Preferowano też rozwiązania bezkolizyjne, z dużą liczbą budowli inżynierskich, a przez to kosztowne.

### Tramwaje dwusystemowe w Niemczech
Znaczne koszty budowy nowych szybkich kolei miejskich i aglomeracyjnych skłoniły do poszukiwania alternatywnych rozwiązań. W niemieckim mieście Karlsruhe już w 1959 r. włączono w sieć miejskiego tramwaju podupadłą, niegdyś prywatną linię kolejową Albtalbahn i gruntownie ją zmodernizowano, elektryfikując w systemie tramwajowym (750 V), jednak pozostawiając kolejową organizację ruchu i kolejowy profil szyny. Od 1984 r. pojazdy Albtalbahn pojawiły się też na mało uczęszczanej towarowej linii kolejowej na północy Karlsruhe, należącej do ówczesnej Deutsche Bundesbahn. Kolejnym krokiem było stworzenie pojazdu w pełni dwusystemowego, tzn. korzystającego z kolejowego zasilania w energię elektryczną (w Niemczech 15 kV prądu przemiennego 16,7 Hz), od 1985 r. eksperymentowano z przebudowanym tramwajem. Od 1992 r. tramwaje dwusystemowe produkcji Siemensa kursują regularnie do Bretten, później powstały również linie do Baden-Baden, Heilbronn, Wörth am Rhein, Pforzheim, Freudenstadt i inne.
Od połowy lat 90. systemy kolejowo-tramwajowe powstają w dalszych miastach europejskich, głównie w Niemczech.
W prawie niemieckim nie zdefiniowano pojęcia tramwaju dwusystemowego. Granica między systemami tramwajowymi a kolejowymi w Niemczech nie jest tak precyzyjnie zarysowana, jak ma to miejsce w Polsce.
W nazewnictwie niemieckim można też spotkać wiele określeń tego typu systemów, m.in. Regionalstadtbahn, Regionalstraßenbahn, Regiotram, Stadtbahn, Stadtregiotram, Stadtregionalbahn, Stadt-Umland-Bahn, Zweisystembahn, Zweisystemstadtbahn, Mehrsystembahn, Mehrsystemstadtbahn.

## Miasta z systemami kolejowo-tramwajowymi
Wymieniono miasta, przez które tramwaj dwusystemowy porusza się jako zwykły tramwaj:
- Karlsruhe, Heilbronn, Wörth am Rhein (Niemcy)
- Saarbrücken – Saarbahn (Niemcy)
- Zwickau (Niemcy) – trakcja spalinowa – autobus szynowy na torach tramwajowych
- Kassel (Niemcy)  – tramwaje wyposażone w dodatkowy napęd spalinowy
- Miluza (Francja)
- Nordhausen (Niemcy) – wąskotorowy (1000 mm) tramwaj hybrydowy (elektryczny z generatorem spalinowym używanym przy ruchu poza miejską trakcją) łączący sieć miejską z koleją[7].
- Sheffield, Rotherham (Anglia)
- Segedyn – Hódemezövásárhely (Węgry)
- Haga (Holandia)

## W Polsce
W Polsce nie funkcjonuje w żadnym mieście. Istnieją zaawansowane plany wprowadzenia tramwaju dwusystemowego w Gorzowie Wielkopolskim.
Jeden z wariantów Kolei Metropolitalnej na obszarze GZM zaproponowany przez Politechnikę Śląską zakłada utworzenie systemu Lekkiej Kolei Miejskiej, która ma mieć charakterystykę tramwaju dwusystemowego.